# Szulik Rezső
Szulik Rezső, Szulik József (Budapest, 1905. június 22. – ?, 1969) válogatott labdarúgó, kapus. Polgári foglalkozása műszerész.

## Családja
Szülei Szulik János és Teschel Mária. Felesége Köllner Erzsébet Julianna, 1929. október 16-án kötöttek házasságot Újpesten.

## Pályafutása

### Klubcsapatban
Az Újpest, majd a III, kerületi FC labdarúgója volt. Megbízható, határozott, bravúrokra is képes kapus volt, akinek gyenge pontja a lapos lövések és a kifutások voltak.

### A válogatottban
1927-ben egy alkalommal védett a magyar labdarúgó-válogatottban.

## Sikerei, díjai
- Magyar kupa
  - győztes: 1931
  - döntős: 1927

## Statisztika

### Mérkőzése a válogatottban
| Magyarország | Magyarország      | Magyarország              | Magyarország | Magyarország | Magyarország | Magyarország | Magyarország | Magyarország |
| #            | Dátum             | Helyszín                  | Hazai        | Eredmény     | Vendég       | Kiírás       | Gólok        | Esemény      |
| ------------ | ----------------- | ------------------------- | ------------ | ------------ | ------------ | ------------ | ------------ | ------------ |
| 1.           | 1927. április 10. | Budapest. Üllői úti pálya | Magyarország | 3 – 0        | Jugoszlávia  | barátságos   | -            |              |
|              | Összesen          |                           |              | 1            | mérkőzés     |              | 0            | gól          |